# Manfred Helmecke
Manfred Helmecke (* 30. November 1942 in Genthin) ist ein deutscher Schriftsteller.

## Leben
Manfred Helmecke wurde 1942 als jüngstes von zwei Kindern eines Binnenschiffers in Genthin bei Magdeburg geboren. Er verbrachte große Teile seiner Kindheit und Jugend auf Reisen mit dem Binnenschiff. Dies gab ihm die Chance, bis zum Mauerbau sowohl in der DDR als auch der BRD aufzuwachsen. Nach einer Lehre zum Bankkaufmann studierte er Finanzwirtschaft in Berlin, wo er Monika Helmecke kennenlernte und 1970 heiratete. Gemeinsam haben sie vier Kinder.
Frustriert vom Arbeitsalltag in der DDR gab er 1978 seine Stelle als Hochschullehrer und Forscher in Berlin auf und entschied sich 1986, ebenso wie seine Ehefrau, freiberuflich als Schriftsteller tätig sein zu wollen.
Anfangs arbeitete er vielfach mit Monika Helmecke an gemeinsamen Kinderhörspielen und -geschichten. Nach dem Fall der Mauer nutzte er die neue Freiheit, die Welt in zahlreichen Reisen kennenzulernen. Hieraus entstanden mehrere Reisetagebücher, zu denen teilweise sowohl seine Frau als auch sein jüngster Sohn Michael Helmecke mit eigenen Beiträgen zusteuerten.
Heute lebt das Schriftstellerehepaar sowohl in Genthin als auch Nord-Norwegen.

## Werke
- mit Monika Helmecke: Weil Mutti heut Geburtstag hat. Kinderbuch. Kinderbuchverlag Berlin, Berlin 1988.
- Amerika von unten. Reisetagebuch. Helmuth-Block-Verlag, Kremkau 1994, ISBN 3-910173-22-5.
- Geier über Kathmandu. Reisetagebuch. Helmuth-Block-Verlag, Kremkau 1996, ISBN 3-910173-74-8.
- mit Monika und Michael Helmecke: Norwegen – Ein Jahr hinter dem Polarkreis. Reisebuch. Helmuth-Block-Verlag, Kremkau 1999, ISBN 3-910173-93-4.
- mit Monika Helmecke: Pollo aus Altenpluff. Kinderbuch. Helmuth-Block-Verlag, Kremkau 2000, ISBN 3-934988-08-3.
- mit Monika Helmecke: Michael und Mikal/Mikal og Michael. deutsch-norwegisches Kinderbuch. Projekte-Verlag, Halle/Saale 2002, ISBN 3-931950-49-2.
- Australien – Oasen im Nichts. Reisetagebuch. Block-Verlag, Kremkau 2006, ISBN 3-934988-37-7.
- mit Monika Helmecke: Rose bleibt Rose. Kinderbuch. Block-Verlag, Kremkau 2009, ISBN 978-3-934988-71-2.
- Norwegen – Leben und Angeln hinter dem Polarkreis. Reisetagebuch. Block-Verlag, Kremkau 2010, ISBN 978-3-934988-89-7.
- mit Monika Helmecke: Die abenteuerliche Reise nach Omamuckl.  Kinderbuch. Block-Verlag, Kremkau 2011, ISBN 978-3-942589-05-5.
- mit Monika Helmecke: Kanada – Wald, Wasser, Weite. Reisetagebuch. Block-Verlag, Kremkau 2014, ISBN 978-3-942589-25-3.
- mit Monika Helmecke: Türkei – zwischen Vorurteil und Faszination. Reisetagebuch. Block Verlag, Kremkau 2016, ISBN 978-3-942589-43-7.
- Kreuzfahrt - mit 75 Jahren um die Welt. Reisetagebuch. Block Verlag, Kremkau 2020, ISBN 978-3-934989-73-4.
- mit Monika Helmecke: Ich will nicht weg! Jugenderzählung. Block Verlag, Kremkau 2022, ISBN 978-3-9858200-4-7.

### Hörspiele
- Auf Tour nach Berlin, Kinderhörspiel.
- Die Vermißtenanzeige, Kinderhörspiel.
- Die abenteuerliche Reise nach Omamuckel (mit Monika Helmecke), Kinderhörspiel.
- Die ganz große Reise, Kinderhörspiel.